# The Scorpion (Live at the Cadillac Club)
The Scorpion (Live at the Cadillac Club) è un album live di Lou Donaldson, pubblicato dalla Blue Note Records nel 1995. Il disco fu registrato dal vivo circa 25 anni prima, precisamente il 7 novembre 1970 a The Cadillac Club di Newark in New Jersey (Stati Uniti).

## Tracce
Lato A
1. The Scorpion – 10:47 (Leon Spencer, Jr.) – first set
2. Laura – 5:55 (Johnny Mercer, David Raksin) – second set

Lato B
1. Alligator Bogaloo – 13:15 (Lou Donaldson) – third set
2. The Masquerade Is Over – 4:15 (Herbert Magidson, Allie Wrubel) – third set

Edizione CD del 1995, pubblicato dalla Blue Note Records CDP 7243 8 31876 2 1
1. The Scorpion – 10:47 (Leon Spencer) – first set
2. Laura – 5:55 (Johnny Mercer, David Raksin) – second set
3. Alligator Bogaloo – 13:15 (Lou Donaldson) – third set
4. The Masquerade is Over – 4:15 (Herbert Magidson, Allie Wrubel) – third set
5. Peepin' – 5:30 (Lonnie Smith) – third set
6. Footpattin' Time – 6:50 (Lou Donaldson) – first set

## Musicisti
Lou Donaldson Quintet
- Lou Donaldson - sassofono alto elettrico
- Fred Ballard - tromba
- Leon Spencer - organo
- Melvin Sparks - chitarra
- Idris Muhammad - batteria